# Barih Lhok
Barih Lhok is een bestuurslaag in het regentschap Aceh Besar van de provincie Atjeh, Indonesië. Barih Lhok telt 200 inwoners (volkstelling 2010).